# 일산동고등학교
일산동고등학교(一山東高等學校)는 대한민국 경기도 고양시 일산서구 탄현동에 있는 공립 고등학교이다.

## 학교 연혁
- 1995년 3월 1일 : 제1대 한준동 교장 취임
- 1995년 3월 6일 : 제1회 입학식 및 개교식(130명)
- 1998년 2월 17일 : 제1회 졸업식(175명)
- 2010년 1월 1일 : 과학중점학교 운영(13년차)
- 2022년 3월 1일 : 제11대 장병석 교장 취임
- 2022년 3월 2일 : 자율학교 운영(2년차)
- 2023년 2월 8일 : 제26회 졸업식(311명, 연 11,917명)
- 2023년 3월 2일 : 제29회 입학식(11학급 305명)

## 참고 자료
- 일산동고등학교 - 한국교육학술정보원 학교알리미